# 寄国土トンネル
寄国土トンネル（ゆすくどトンネル）は、埼玉県秩父市浦山にある埼玉県道73号秩父上名栗線のトンネルである。

## 概要
1991年に付近の浦山ダム建設に伴う付替道路として、水資源開発公団の統括のもと戸田建設株式会社および浦和土建工業株式会社（現ユーディケー）により建設された。
トンネルの両端坑口はそれぞれ、埼玉県指定無形民俗文化財の浦山の獅子舞という伝統行事を模したレリーフにより飾られている。特に、北側（浦山ダム側）のものは獅子舞が大きく口を開いた形のデザインとなっている。

## 参照
- 獅子舞に飲み込まれるトンネル　埼玉・秩父市 - 産経新聞
- 【トンネル】寄国土トンネル［秩父市］ - 埼玉県